# Variété Flora

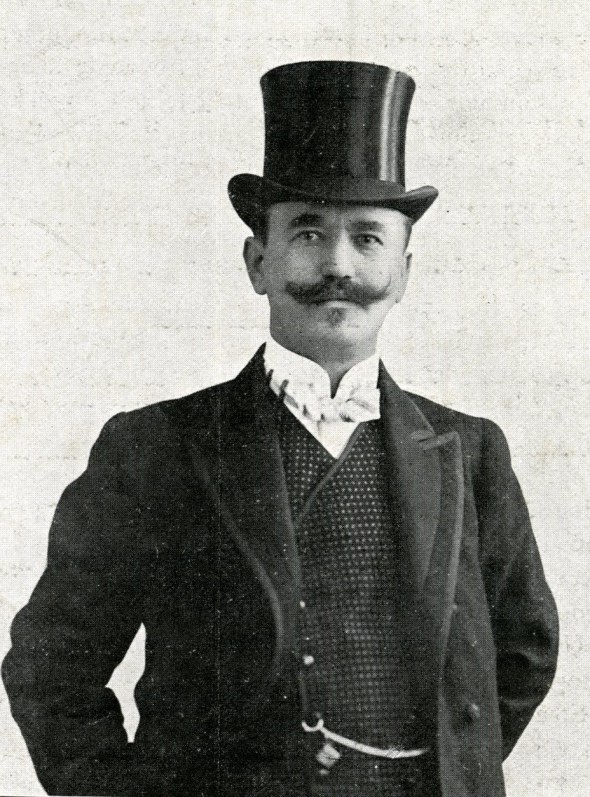
Franz Anton Nöggerath Sr. (1859-1908), oprichter van Flora.

Variété Flora was een Amsterdams theater dat in 1892 werd opgericht door de Duitse ondernemer en filmpionier Anton Nöggerath (1859-1908). Het was gelegen aan de Amstelstraat 26 en later 20-22-24-26-28 in Amsterdam en telde ten slotte meer dan 1000 zitplaatsen. Later werd Nöggerath als directeur opgevolgd door zijn zoon Franz Anton Nöggerath jr. Het drukbezochte theater werd in de volksmond Flora genoemd en vertoonde, behalve circusacts, ook de eerste Nederlandse films. Op het dak van het theater liet Nöggerath een filmstudio bouwen die hij voor zijn productiemaatschappij Filmfabriek F.A. Nöggerath gebruikte. In het theater werden ook jarenlang met veel succes revues met Louis en Heintje Davids opgevoerd. Op 12 mei 1929 werd het theater voor de tweede keer in de as gelegd - eerder was dat al op 29 augustus 1902 gebeurd, met heropening in 1903 - wat de doodsteek betekende voor het bedrijf.

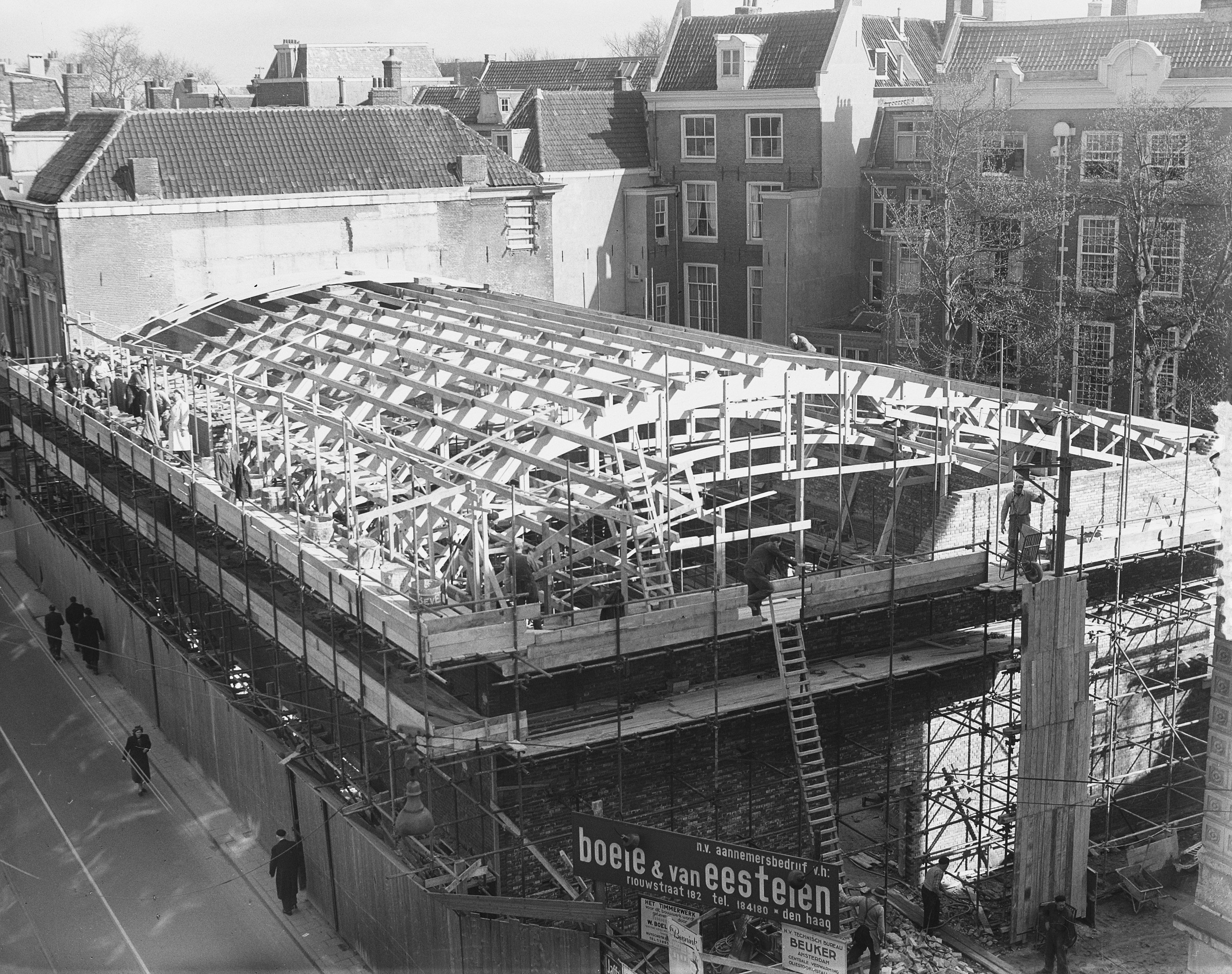
Aanbouw nieuw Flora Theater in 1953

In 1952 verrees een bioscooptheater op de plek van het voormalige theater. Na 1980 fungeerde het gebouw als discotheek. In 1989 nam Manfred Langer het roer over en vestigde er zijn roemruchte iT. In 2005 werd het gebouw gesloopt.

## Vertoonde vroege films
Onder meer van Filmfabriek Nöggerath
- Inhuldiging Koningin Wilhelmina te Amsterdam, première 11 september 1898
- Plechtige begrafenis van H.M. de Keizerin van Oostenrijk, première 6 oktober 1898
- De oefeningen der brandweerlieden aan het klimhuis, première 23 augustus 1899
- De oorlog in Transvaal, première 10 november 1899
- Aankomst van de Sjah van Perzië te 's-Gravenhage en Bezoek te Soestdijk, première 28 augustus 1900
- Aankomst van Paul Kruger te Amsterdam, première 21 december 1900
- De Maskerade-optocht tijdens de Leidsche Lustrumfeesten, première 21 juni 1900